# کلسیم نیترات
کلسیم نیترات (به انگلیسی: Calcium nitrate) با فرمول شیمیایی Ca(NO۳)۲ یک ترکیب شیمیایی با شناسه پاب‌کم ۲۴۹۶۳ است. که جرم مولی آن ۱۶۴٫۰۸۸ g/mol می‌باشد. شکل ظاهری این ترکیب، جامد بی رنگ است.
کلسیم نیترات می‌تواند به شکل‌های مختلفی همچون پودری، گرانوله و پرک در بازار موجود است. این ماده بیشتر کاربرد کشاورزی دارد ولی در صنایع ساختمان و بتن به عنوان ضد یخ بتن نیز کاربرد گسترده‌ای دارد.

### لیست کاربردهای نیترات کلسیم
1. کودهای کشاورزی
2. به عنوان ماده واسط در صنایع شیمیایی
3. به عنوان ماده اکسنده در کبریت‌سازی
4. به عنوان ماده اکسنده در آتش‌بازی‌ها
5. استفاده در صنعت آب و  فاضلاب
6. تسریع‌کننده بتن در صنعت ساختمان
7. یک ماده مهم و کاربری در تولید لاتکس
8. انحلال این ماده بسیار گرماگیر است و به همین دلیل گاهی در بسته‌های سرما استفاده می‌شود

#### درصد مواد موثره
طبق بررسی کلسیم نیترات تولید شده در سرو شیمی، درصد کلسیم موجود در این ماده ۲۶ درصد و درصد نیتروژن آن ۱۵ درصد می‌باشد که به شکل نیترات می‌باشد.